# ياسر شاهين
ياسر شاهين (مواليد 28 يوليو 1989) لاعب كرة قدم سوري يلعب مع نادي تشرين في الدوري السوري الممتاز.

## روابط خارجية
- ياسر شاهين على موقع قاعدة بيانات كرة القدم.إي يو (الإنجليزية)
- ياسر شاهين على موقع عالم كرة القدم.نت (الإنجليزية)
- ياسر شاهين على موقع كووورة